# مت رایان (هنرپیشه)
مت رایان (انگلیسی: Matt Ryan؛ زادهٔ ۱۱ آوریل ۱۹۸۱) (متیو دارن ایوانز) یک هنرپیشه ولزی اهل بریتانیا است. وی از سال ۲۰۰۱ میلادی تاکنون مشغول فعالیت در زمینه ی بازیگری و تئاتر بوده است،او بیشتر به خاطر ایفای نقش جان کنستانتین در سریال کنستانتین، کماندار و افسانه های فردا شناخته میشود.
از فیلم‌ها و مجموعه‌های تلویزیونی که وی در آن‌ها نقش داشته است، می‌توان به میمون خونخوار، ۵۰۰ مایل به سمت شمال، ترک مخاصمه، کاغذ مگس‌کش، خانم پتیگرو و ایفای نقش شخصیت جان کنستانتین در مجموعه کنستانتین و در همین نقش در سریال افسانه های فردا اشاره کرد. او همچنین در بازی اساسینز کرید ۴: پرچم سیاه به عنوان صداپیشه کاراکتر اصلی بازی یعنی (ادوارد کن وی) ایفای نقش داشت.